# Khanauri
Khanauri is een nagar panchayat (plaats) in het district Sangrur van de Indiase staat Punjab. 

## Demografie
Volgens de Indiase volkstelling van 2001 wonen er 10.977 mensen in Khanauri, waarvan 53% mannelijk en 47% vrouwelijk is. De plaats heeft een alfabetiseringsgraad van 55%.